# IC 4304
IC 4304 — галактика типу Sab (компактна витягнута галактика) у сузір'ї Гончі Пси.
Цей об'єкт міститься в оригінальній редакції індексного каталогу.